# Carpodacus sibiricus

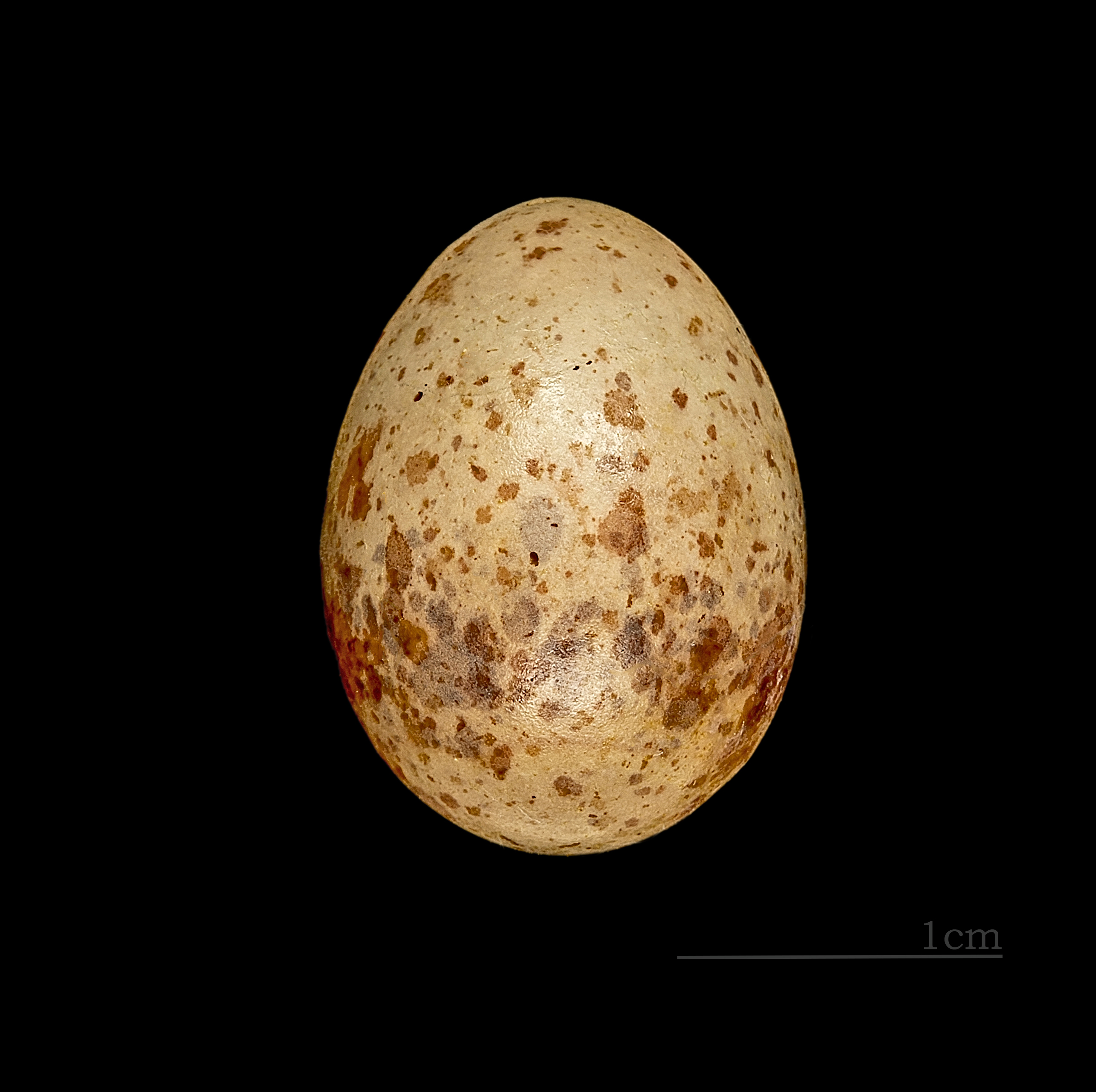
Huevo de Uragus sibiricus

El camachuelo colilargo (Carpodacus sibiricus) es una especie de ave paseriforme de la familia Fringillidae. Se clasificaba como el único representante del género Uragus, pero los estudios genéticos indicaron que debía trasladarse a Carpodacus.
Se distribuye por buena parte del Asia central y oriental: Japón, China, Mongolia las dos Coreas, Kazajistán, Kirguistán y Rusia.

## Taxonomía
Uragus sibericus se clasificaba por separado de cualquier otro género de pájaros. Sin embargo, se encontró que está genéticamente emparentado con el Carpodacus rubicilloides por lo que se trasladó al género Carpodacus, que prevalecía taxonómicamente.
Se reconocen cinco subespecies:
- Uragus sibiricus henrici Oustalet, 1892
- Uragus sibiricus lepidus David & Oustalet, 1877
- Uragus sibiricus sanguinolentus (Temminck & Schlegel, 1848)
- Uragus sibiricus sibiricus (Pallas, 1773)
- Uragus sibiricus ussuriensis Buturlin, 1915